# Hygrophila linearis
Hygrophila linearis är en akantusväxtart som beskrevs av Isaac Henry Burkill. Hygrophila linearis ingår i släktet Hygrophila och familjen akantusväxter. Inga underarter finns listade i Catalogue of Life.